# Камени Ујезд (Чешке Будјејовице)
Камени Ујезд (чеш. Kamenný Újezd) је насељено мјесто са административним статусом сеоске општине (чеш. obec) у округу Чешке Будјејовице, у Јужночешком крају, Чешка Република.

## Становништво
Према подацима о броју становника из 2014. године насеље је имало 2.294 становника.